# La Edad de Bronce (historieta)
La Edad de Bronce es una serie de cómic americana creada por Eric Shanower que relata de nuevo la leyenda de la guerra de Troya. La serie empezó en 1998 en Estados Unidos publicada por Image Comics, en España se empezó a editar por Azake Ediciones en 2003.

## Descripción
La serie pretende ser fiel a todas las tradiciones literarias anteriores que se inspiran en la guerra de Troya, desde la Iliada de Homero hasta el Troilo y Crésida de William Shakespeare, así como en el resto de relatos de la mitología griega relacionados y las fuentes arqueológicas sobre la Edad de Bronce en el Egeo. La obra tiene una previsión de siete volúmenes de los que lleva publicados cuatro hasta 2013, aunque su formato original es el de comic-book, habiéndose publicado un total de 33 números hasta agosto de 2013. Desde la fecha señalada no se ha vuelto a publicar ningún número de la colección.

## Publicación
La publicación en castellano consta de 8 volúmenes entre 2003 y 2008 que se nombran como los volúmenes americanos exceptuando la división de cada arco argumental en tres partes:
Volumen americano 1: A Thousand Ships- Mil Naves 1, 2, 3 en castellano. Números originales 1 al 9.
Volumen americano 2: Sacrifice- Sacrificio 1, 2, 3 en castellano. Números originales 10 al 19.
Volumen americano 3: Betrayal, Part One- Traición 1, 2 en castellano. Números originales 20 al 26.
Volumen americano 4: Betrayal, Part Two- Traición 2 contiene los números 24 a 27. Los números 28 al 33 originales siguen sin editar en España.. Números originales USA 27 al 33.
Age of Bronze: Special se editó en castellano en el volumen 2 de Mil Naves.

## Premios
Shanower ganó los Premios Eisner a Mejor Guionista/Dibujante en 2001 y 2003. La obra fue nominada en 1999 para la categoría de Artista Destacado en los Premios Ignatz y también para los de Mejor Serie Continuada de los Premios Squiddy en 1999, 2000, 2001, 2002.